# Municipio de Buena Vista (condado de Clayton)
El municipio de Buena Vista (en inglés: Buena Vista Township) es un municipio ubicado en el condado de Clayton en el estado estadounidense de Iowa. En el año 2010 tenía una población de 289 habitantes y una densidad poblacional de 5,61 personas por km².

## Geografía
El municipio de Buena Vista se encuentra ubicado en las coordenadas 42°40′15″N 90°57′43″O / 42.67083, -90.96194. Según la Oficina del Censo de los Estados Unidos, el municipio tiene una superficie total de 51.49 km², de la cual 46,3 km² corresponden a tierra firme y (10,08 %) 5,19 km² es agua.

## Demografía
Según el censo de 2010, había 289 personas residiendo en el municipio de Buena Vista. La densidad de población era de 5,61 hab./km². De los 289 habitantes, el municipio de Buena Vista estaba compuesto por el 96,19 % blancos, el 0,69 % eran asiáticos, el 2,42 % eran de otras razas y el 0,69 % eran de una mezcla de razas. Del total de la población el 3,11 % eran hispanos o latinos de cualquier raza.